# 이시안
이시안(2014년 11월 14일 ~ )은 대한민국의 모델이자 유튜버이며 축구 선수 이동국의 아들이다.